# Krystyna Bochenek

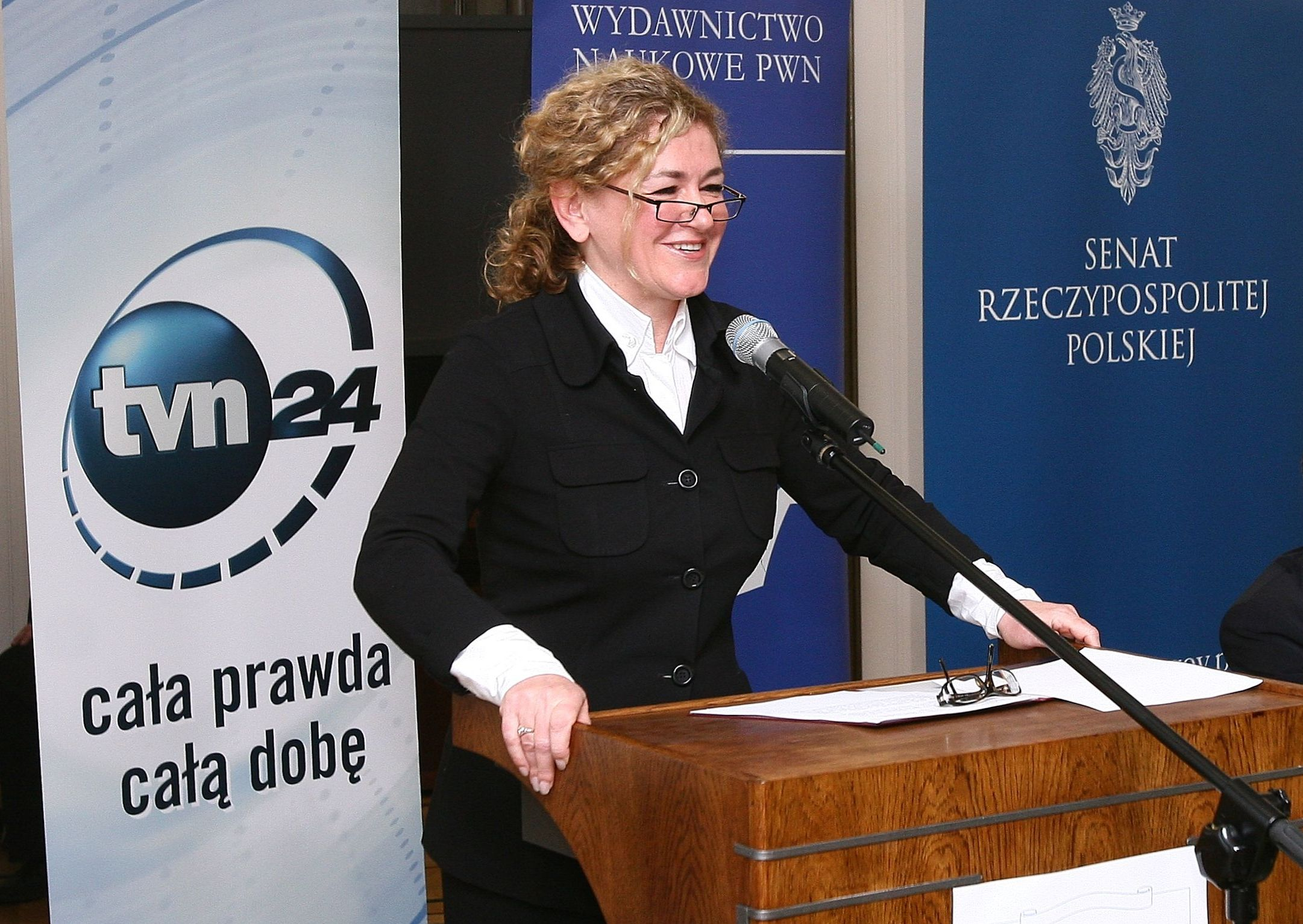
Krystyna Bochenek podczas otwarcia panelu dyskusyjnego Język polskiej polityki po 1989 roku w Senacie RP (2009)

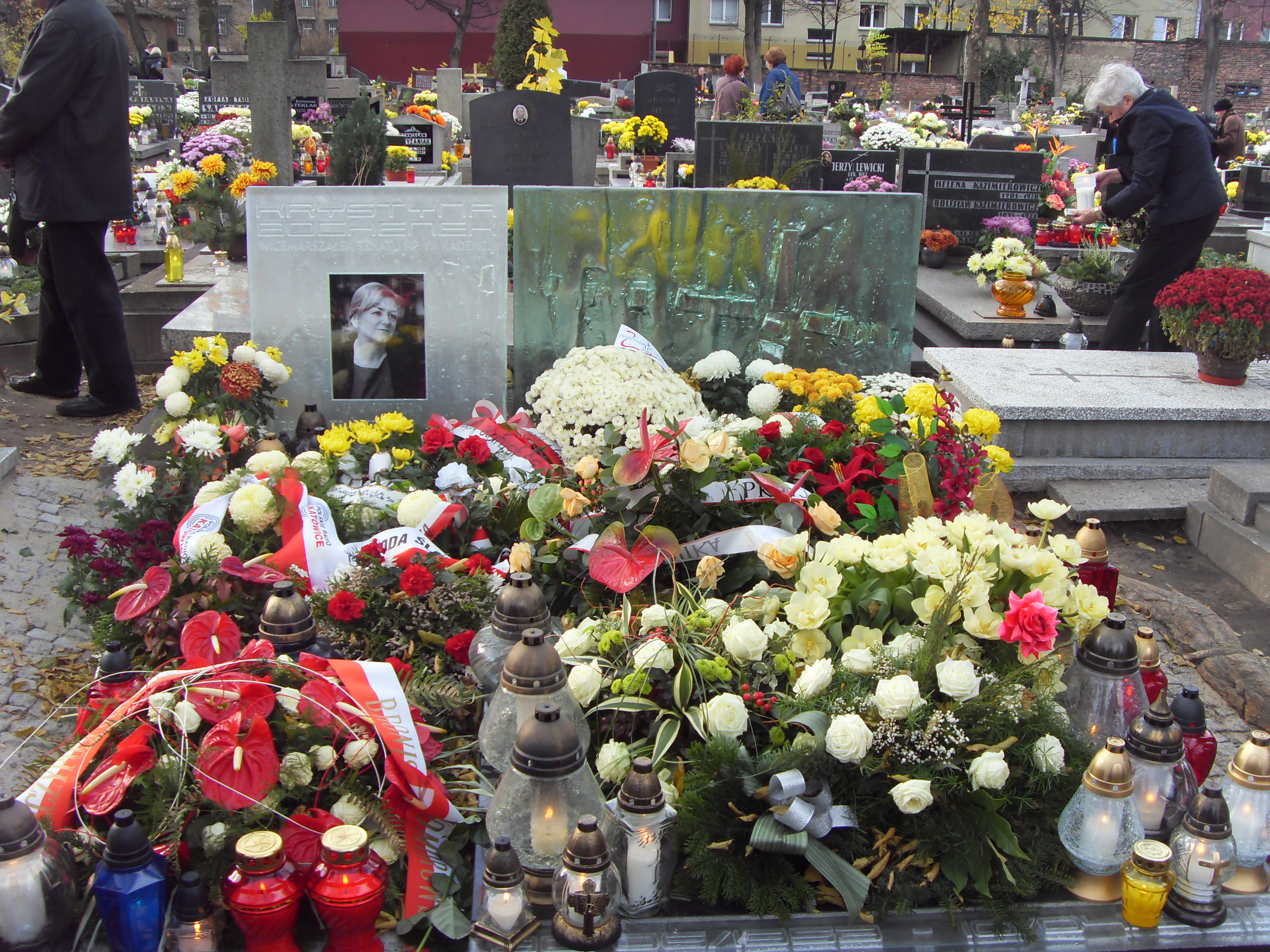
Grób Krystyny Bochenek na cmentarzu przy ul. Sienkiewicza w Katowicach

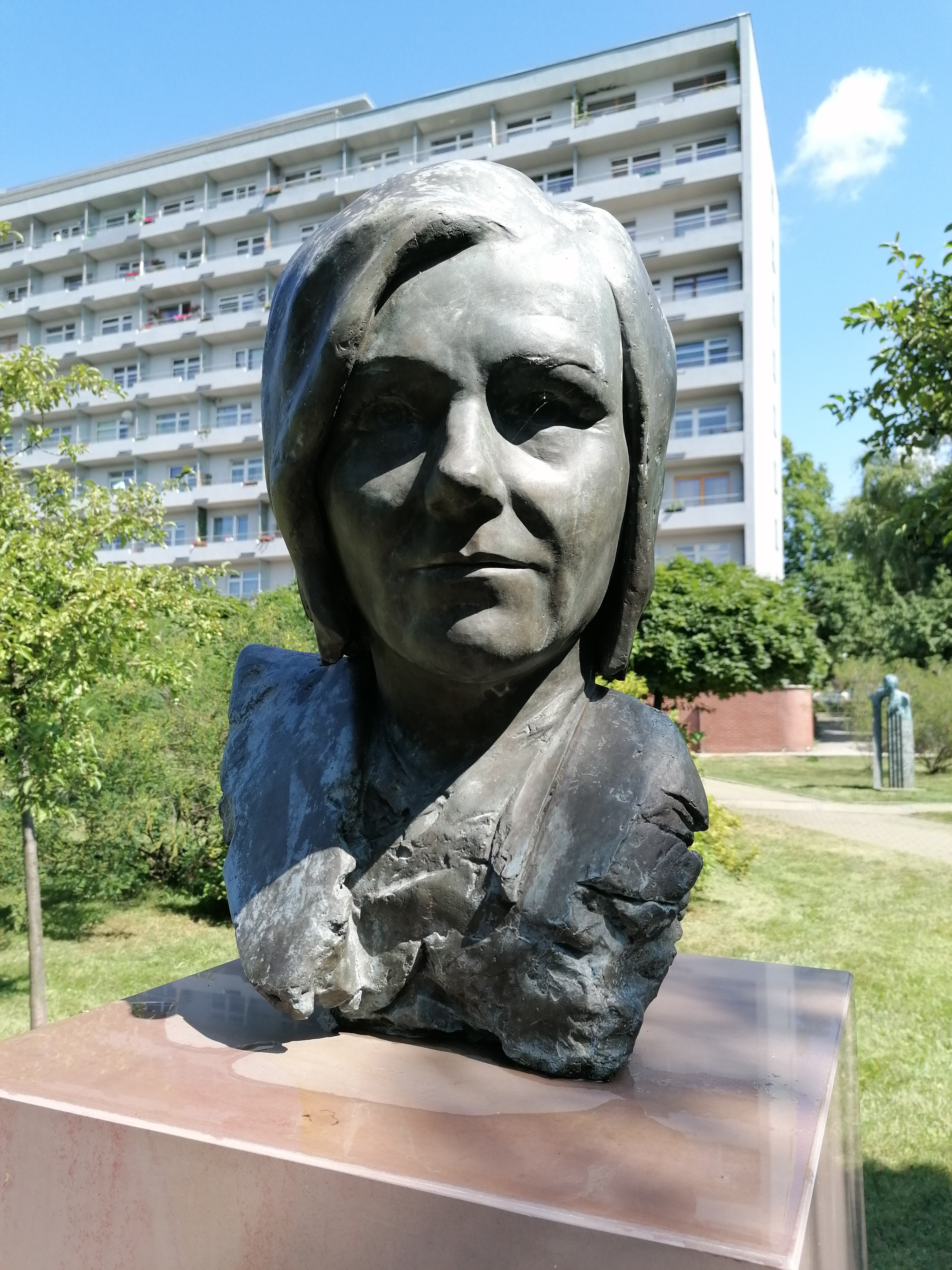
Pomnik Krystyny Bochenek na placu Grunwaldzkim na katowickiej Koszutce

Krystyna Maria Bochenek z domu Neuman (ur. 30 czerwca 1953 w Stalinogrodzie, zm. 10 kwietnia 2010 w Smoleńsku) – polska dziennikarka i polityk, senator V, VI i VII kadencji (2004–2010), wicemarszałek Senatu VII kadencji.

## Działalność zawodowa
W 1971 r. ukończyła I Liceum Ogólnokształcące im. Mikołaja Kopernika w Katowicach, a następnie studia na Wydziale Filologii Polskiej Uniwersytetu Śląskiego. Od 1976 była dziennikarką Polskiego Radia Katowice. Przez wiele lat współpracowała z prasą i telewizją. Zajmowała się upowszechnianiem kultury języka polskiego i popularyzacją zdrowia. Była inicjatorką Ogólnopolskiego Dyktanda, największej w kraju i organizowanej także poza jego granicami imprezy promującej język polski. Przygotowała blisko tysiąc godzin programów o zdrowiu, w tym radiowy Magazyn Medyczny. Była również współautorką programu telewizyjnego Od A do Zdrowia.
Wchodziła w skład Rady Języka Polskiego przy Prezydium Polskiej Akademii Nauk (w tym jako przewodnicząca Komisji Języka w Mediach). W 2005 była inicjatorką uchwały Senatu w sprawie ustanowienia następnego roku Rokiem Języka Polskiego. Organizowała konferencje naukowe, tj. Język polskiej legislacji, Język polskich polityków początku XXI wieku, a także Festiwal Języka Polskiego 2006, który odbył się pod patronatem marszałka Senatu Bogdana Borusewicza (5 tysięcy uczestników).
Stała na czele rady Śląskiego Funduszu Stypendialnego. Pełniła funkcję wiceprzewodniczącej rady programowej TVP Polonia. Była animatorką licznych wydarzeń medialnych i akcji charytatywnych na Śląsku, w tym kwesty Mamo nie płacz (1992) – na rzecz ratowania Oddziału Hematologii Dziecięcej w Zabrzu. We współpracy ze śląskimi redakcjami prowadziła akcję profilaktyki raka piersi u kobiet pod nazwą Różowa wstążka. Katowice rynek 2000. Współtworzyła pierwszą Wampiriadę (niekonwencjonalną akcję honorowego oddawania krwi) oraz akcję Rzuć palenie. Prowadziła wiele licytacji na cele społeczne wspomagając m.in. Wielką Orkiestrę Świątecznej Pomocy, odbudowę spalonego gmachu Opery Śląskiej, Teatr Śląski i Fundację Rodzin Górniczych.
Była inicjatorką cyklicznej imprezy pod nazwą „Zjazd Krystyn”, dorocznego zgromadzenia imienniczek, pozwalającego setkom kobiet o różnym statusie społecznym poznawać odległe zakątki Polski. Jako autorka i współautorka opublikowała trzy książki: X jubileuszowe Dyktando, Chirurdzy i detektywi oraz Jak Krystyna z Krystyną.
Jako kandydatka bezpartyjna z okręgu katowickiego 26 września 2004 wygrała wybory uzupełniające do Senatu z ramienia Unii Wolności (w miejsce wybranej do Parlamentu Europejskiego Genowefy Grabowskiej), na koniec kadencji zasiadała w kole demokraci.pl. Ponownie została senatorem w 2005 (53,28% głosów w okręgu, co stanowiło najwyższy procentowy wynik wśród kandydatów do Senatu), kandydując z ramienia Platformy Obywatelskiej. W wyborach parlamentarnych w 2007 po raz trzeci uzyskała mandat, otrzymując 255 792 głosy. 5 listopada tego samego roku została powołana na stanowisko wicemarszałka Senatu VII kadencji. Podczas VII kadencji była członkinią Komisji Spraw Emigracji i Łączności z Polakami za Granicą oraz wiceprzewodniczącą Parlamentarnego Zespołu ds. Współpracy z Organizacjami Pozarządowymi.
Zginęła 10 kwietnia 2010 w wyniku katastrofy polskiego samolotu Tu-154M w Smoleńsku w drodze na obchody 70. rocznicy zbrodni katyńskiej. 22 kwietnia 2010 pochowano ją na cmentarzu przy ul. Henryka Sienkiewicza w Katowicach. Jej ciało zostało ekshumowane wbrew woli rodziny w nocy z 18 na 19 września 2017 w związku z prowadzonym w Prokuraturze Krajowej śledztwem w sprawie katastrofy smoleńskiej.

## Wyniki w wyborach ogólnopolskich
| Wybory | Komitet wyborczy   | Komitet wyborczy      | Organ             | Okręg | Wynik            |
| ------ | ------------------ | --------------------- | ----------------- | ----- | ---------------- |
| 2004   |                    | Unia Wolności         | Senat V kadencji  | nr 30 | 10 038 (33,51%)  |
| 2005   |                    | Platforma Obywatelska | Senat VI kadencji | nr 30 | 177 863 (53,28%) |
| 2007   | Senat VII kadencji | Platforma Obywatelska | 255 792 (54,58%)  | nr 30 |                  |

## Życie prywatne
Córka Adolfa i Teresy, wnuczka ekonomisty Edwarda Rosego, miała siostrę Barbarę. Była żoną kardiochirurga Andrzeja Bochenka, z którym miała dwoje dzieci (Tomasza i Magdalenę).

## Odznaczenia i wyróżnienia
W 2002 otrzymała Złoty Krzyż Zasługi. W 2010 została pośmiertnie odznaczona Krzyżem Komandorskim z Gwiazdą Orderu Odrodzenia Polski, Medalem Komisji Edukacji Narodowej oraz Złotym Medalem „Zasłużony Kulturze Gloria Artis”.
W plebiscycie Mistrz Mikrofonu zdobyła tytuł „Osobowości Radiowej”. Otrzymała m.in. dziennikarską Nagrodę im. Bolesława Prusa (za działania na rzecz poprawności języka polskiego), nagrodę Fundacji Promocja Zdrowia (za działania prozdrowotne), Nagrodę im. Karola Miarki, Nagrodę im. Wojciecha Korfantego przyznawaną przez Związek Górnośląski (wraz z mężem), Medal im. Marii Skłodowskiej-Curie przyznany przez Polski Komitet Zwalczania Raka. W 2011 nadano jej pośmiertnie tytuł „Wielkiego Ambasadora Polszczyzny”.

## Upamiętnienie
W 2010 jej imieniem nazwano polską szkołę w Pojana Mikuli na Bukowinie w Rumunii, a także szkołę podstawową w Skoczowie (jako pierwszą w Polsce). W 2011 odsłonięto poświęconą jej tablicę pamiątkową w budynku Zespołu Szkół Ogólnokształcących nr 1 w Katowicach oraz tablicę pamiątkową na Wydziale Filologii Polskiej Uniwersytetu Śląskiego w Katowicach. Krystyna Bochenek została również patronką Centrum Kultury Katowice oraz ogólnopolskiego Konkursu Lady D. promującego kobiety z niepełnosprawnością, którego była współorganizatorką i przewodniczącą kapituły.
W 2022 w Galerii Artystów na placu Grunwaldzkim w Katowicach odsłonięto pomnik Krystyny Bochenek autorstwa Katarzyny Fober.